# ۱۳ دقیقه (فیلم ۲۰۲۱)
۱۳ دقیقه (به انگلیسی: 13 Minutes) فیلمی محصول سال ۲۰۲۱ و به کارگردانی لیندسی گوسلینگ است. در این فیلم بازیگرانی همچون تریس ادکینز، تورا برچ، پیتر فاسینلی، آن هیش، ایمی اسمارت، پاز وگا، ینسی آریاس، ویل پلتز، لورا اسپنسر و سوفیا واسیلویا ایفای نقش کرده‌اند.